# Shusaku Hirasawa
Shusaku Hirasawa, född 5 mars 1949 i Akita prefektur, Japan, är en japansk tidigare fotbollsspelare.